# Pseudoclimaciella congensis
Pseudoclimaciella congensis is een insect uit de familie van de Mantispidae, die tot de orde netvleugeligen (Neuroptera) behoort. 
Pseudoclimaciella congensis is voor het eerst wetenschappelijk beschreven door Navás in 1936.